# 渤海湾
渤海湾是渤海西部的一个海湾，位于河北省唐山，天津，河北省沧州和山东省黄河口之间。海河注入渤海湾。
渤海湾盆地形成于中生代和新生代。原称“直隶湾”。1928年直隶省改名为河北省时随之改名。但《1935年最新中華新形勢一覽圖》仍然沿用旧名。
渤海湾中有丰富的石油储藏。其北部是旅游和度假区，西部天津是重要港口。1975年，位於渤海灣的中國首個海上鑽油台-海四油田投產。2023年5月26日，渤海湾首个千亿方大气田渤中19-6凝析气田中心平台建造完成。